# Associació de Crítics de Retransmissions Cinematogràfiques
L'Associació de Crítics de Retransmissions Cinematogràfiques (anglès: Broadcast Film Critics Association, abreujat BFCA) és una associació d'aproximadament 250 crítics de televisió, ràdio i en línia. Fundada el 1995, és la major organització de crítics de cinema dels Estats Units i el Canadà. La BFCA ha presentat els Critic's Choice Movie Awards cada any des de 1995. Dels prestigiosos premis atorgats pels crítics de cinema, és el més populista en els seus gustos.
La BFCA també selecciona una pel·lícula del mes i recomana altres pel·lícules al llarg de l'any, basant-se en les qualificacions acumulatives que cada pel·lícula rep en la votació mensual.

## Membres
Els membres de la BFCA són "crítics treballadors les crítiques dels quals es transmeten regularment a un públic ampli, ja sigui a la televisió, la ràdio o (en casos especials) a Internet." Els crítics de ràdio i Internet han de complir requisits més específics:
- Els crítics de ràdio "han de ser escoltats en almenys cinc mercats més de la seva emissora principal, llevat que la seva emissora principal estigui en una ciutat important" com Nova York, Los Angeles, Dallas, St. Louis i Toronto.
- Els crítics d'Internet han de ser "crítics impresos coneguts també, o entre els pocs crítics d'Internet les crítiques són llegides per un públic prou gran", "fàcilment accessibles al seu lloc," i "identificats com el crític principal del lloc. "

## Treball de caritat
Una part dels ingressos de les millors taules dels Critic's Choice Movie Awards es dona a organitzacions benèfiques com la Starlight Children's Foundation i Heifer International.

## Associació de periodistes de televisió emissora (Broadcast Television Journalists Association)
L'Associació de Periodistes de Televisió (BTJA) va ser creada el 2011 com una branca de la BFCA. L'BTJA va presentar els seus primers premis en una cerimònia de dinar a l'Hotel Beverly Hills a Los Angeles el juny de 2011. Cat Deeley va organitzar l'esdeveniment. El 17 de novembre de 2017 el Comitè Executiu del BJTA va anunciar el nomenament d'Ed Martin, un membre del BJTA des de 1990, com el seu nou president, successor fundador Joey Berlin. Martin també serveix com a Editor i Cap de Televisió i Crític de Contingut de Mediavillage.